# Van Rysel-Roubaix
L'equip Natura4Ever-Roubaix-Lille Métropole (codi UCI: NRL) és un equip ciclista professional francès, amb categoria continental. L'equip va ser creat el 2007 pel club Vélo Club de Roubaix.

## Principals resultats
- París-Troyes: Cédric Pineau (2010)
- Ronda de l'Oise: Steven Tronet (2010)
- Gran Premi de Lillers-Souvenir Bruno Comini: Benoît Daeninck (2010), Denis Flahaut (2011)
- Gran Premi de la vila de Pérenchies: Anthony Colin (2011)
- París-Arràs Tour: Maxime Vantomme (2014)
- Le Samyn: Maxime Vantomme (2014)
- Kattekoers: Baptiste Planckaert (2015)
- París-Chauny: Maxime Vantomme (2015), Dieter Bouvry (2016)
- París-Troyes: Rudy Barbier (2016)
- Gran Premi Cholet-País del Loira: Rudy Barbier (2016)

### A les grans voltes
- Tour de França
  - 0 participacions

- Volta a Espanya
  - 0 participacions

- Giro d'Itàlia
  - 0 participacions

## Composició de l'equip
| \| Llista de l'equip 2015 \| Llista de l'equip 2015 \| Llista de l'equip 2015 \| Llista de l'equip 2015 \| \| Ciclista \| Data de naixement \| Equip previ \| \| \| -------------------------------------------- \| ---------------------- \| ---------------------------------- \| ---------------------- \| \| Julien Antomarchi \| 16 de maig de 1984 \| La Pomme Marseille 13 (2014) \| \| \| Rudy Barbier \| 18 de desembre de 1992 \| Armée de terre (2013) \| \| \| Dieter Bouvry \| 31 de juliol de 1992 \| EFC-Omega Pharma-Quick Step (2014) \| \| \| Thomas Damuseau \| 18 de març de 1989 \| Giant-Shimano (2014) \| \| \| Timothy Dupont \| 1 de novembre de 1987 \| Ventilair-Steria (2013) \| \| \| Rudy Kowalski \| 18 de agost de 1990 \| \| \| \| Jérémy Leveau \| 17 de abril de 1992 \| VC Rouen 76 (2014) \| \| \| Romain Pillon \| 22 de setembre de 1988 \| \| \| \| Baptiste Planckaert \| 28 de setembre de 1988 \| Crelan-Euphony (2013) \| \| \| Jimmy Turgis \| 10 de agost de 1991 \| CC Nogent-sur-Oise (2013) \| \| \| Maxime Vantomme \| 8 de març de 1986 \| Crelan-Euphony (2013) \| \| \| Félix Pouilly (1 de ago–31 de des, aprenent) \| 22 de setembre de 1994 \| CC Nogent-sur-Oise (2015) \| \| \| Léo Vincent (1 de ago–31 de des, aprenent) \| 6 de novembre de 1995 \| Club Cycliste d'Étupes (2015) \| \| \| \| \| \| \| \| Font: UCI \| \| \| \| |                        |                                    |  |
| Llista de l'equip 2015 |                        |                                    |  |
| Ciclista | Data de naixement      | Equip previ                        |  |
| Julien Antomarchi | 16 de maig de 1984     | La Pomme Marseille 13 (2014)       |  |
| Rudy Barbier | 18 de desembre de 1992 | Armée de terre (2013)              |  |
| Dieter Bouvry | 31 de juliol de 1992   | EFC-Omega Pharma-Quick Step (2014) |  |
| Thomas Damuseau | 18 de març de 1989     | Giant-Shimano (2014)               |  |
| Timothy Dupont | 1 de novembre de 1987  | Ventilair-Steria (2013)            |  |
| Rudy Kowalski | 18 de agost de 1990    |                                    |  |
| Jérémy Leveau | 17 de abril de 1992    | VC Rouen 76 (2014)                 |  |
| Romain Pillon | 22 de setembre de 1988 |                                    |  |
| Baptiste Planckaert | 28 de setembre de 1988 | Crelan-Euphony (2013)              |  |
| Jimmy Turgis | 10 de agost de 1991    | CC Nogent-sur-Oise (2013)          |  |
| Maxime Vantomme | 8 de març de 1986      | Crelan-Euphony (2013)              |  |
| Félix Pouilly (1 de ago–31 de des, aprenent) | 22 de setembre de 1994 | CC Nogent-sur-Oise (2015)          |  |
| Léo Vincent (1 de ago–31 de des, aprenent) | 6 de novembre de 1995  | Club Cycliste d'Étupes (2015)      |  |
| |                        |                                    |  |
| Font: UCI |                        |                                    |  |

| \| Llista de l'equip 2016 \| Llista de l'equip 2016 \| Llista de l'equip 2016 \| Llista de l'equip 2016 \| \| Ciclista \| Data de naixement \| Equip previ \| \| \| --------------------------------------------- \| ---------------------- \| ---------------------------------- \| ---------------------- \| \| Julien Antomarchi \| 16 de maig de 1984 \| La Pomme Marseille 13 (2014) \| \| \| Rudy Barbier \| 18 de desembre de 1992 \| Armée de terre (2013) \| \| \| Dieter Bouvry \| 31 de juliol de 1992 \| EFC-Omega Pharma-Quick Step (2014) \| \| \| Jérémy Leveau \| 17 de abril de 1992 \| VC Rouen 76 (2014) \| \| \| Nicolas Moncomble (6 de juny–31 de des, Nota) \| 19 de octubre de 1982 \| \| \| \| Daan Myngheer (1 de gen–28 de març, Nota) \| 13 de abril de 1993 \| Verandas Willems (2015) \| \| \| Florent Pereira \| 19 de octubre de 1993 \| Pro Immo Nicolas Roux (2015) \| \| \| Félix Pouilly \| 22 de setembre de 1994 \| CC Nogent-sur-Oise (2015) \| \| \| Jimmy Turgis \| 10 de agost de 1991 \| CC Nogent-sur-Oise (2013) \| \| \| Maxime Vantomme \| 8 de març de 1986 \| Crelan-Euphony (2013) \| \| \| Louis Verhelst \| 28 de agost de 1990 \| Cofidis, Solutions Crédits (2015) \| \| \| Pierre Barbier (1 de ago–31 de des, aprenent) \| 25 de setembre de 1997 \| \| \| \| Dylan Kowalski (1 de ago–31 de des, aprenent) \| 26 de gener de 1994 \| VC Rouen 76 (2016) \| \| \| \| \| \| \| \| Font: ProCyclingStats \| \| \| \|Nota: Nicolas Moncomble, canvi d'equip Nota: Daan Myngheer, mort durant una competició |                        |                                    |  |
| Llista de l'equip 2016 |                        |                                    |  |
| Ciclista | Data de naixement      | Equip previ                        |  |
| Julien Antomarchi | 16 de maig de 1984     | La Pomme Marseille 13 (2014)       |  |
| Rudy Barbier | 18 de desembre de 1992 | Armée de terre (2013)              |  |
| Dieter Bouvry | 31 de juliol de 1992   | EFC-Omega Pharma-Quick Step (2014) |  |
| Jérémy Leveau | 17 de abril de 1992    | VC Rouen 76 (2014)                 |  |
| Nicolas Moncomble (6 de juny–31 de des, Nota) | 19 de octubre de 1982  |                                    |  |
| Daan Myngheer (1 de gen–28 de març, Nota) | 13 de abril de 1993    | Verandas Willems (2015)            |  |
| Florent Pereira | 19 de octubre de 1993  | Pro Immo Nicolas Roux (2015)       |  |
| Félix Pouilly | 22 de setembre de 1994 | CC Nogent-sur-Oise (2015)          |  |
| Jimmy Turgis | 10 de agost de 1991    | CC Nogent-sur-Oise (2013)          |  |
| Maxime Vantomme | 8 de març de 1986      | Crelan-Euphony (2013)              |  |
| Louis Verhelst | 28 de agost de 1990    | Cofidis, Solutions Crédits (2015)  |  |
| Pierre Barbier (1 de ago–31 de des, aprenent) | 25 de setembre de 1997 |                                    |  |
| Dylan Kowalski (1 de ago–31 de des, aprenent) | 26 de gener de 1994    | VC Rouen 76 (2016)                 |  |
| |                        |                                    |  |
| Font: ProCyclingStats |                        |                                    |  |

| \| Llista de l'equip 2017 \| Llista de l'equip 2017 \| Llista de l'equip 2017 \| Llista de l'equip 2017 \| \| Ciclista \| Data de naixement \| Equip previ \| \| \| ---------------------------------------------- \| ---------------------- \| ---------------------------- \| ---------------------- \| \| Julien Antomarchi \| 16 de maig de 1984 \| La Pomme Marseille 13 (2014) \| \| \| Jérémy Cabot \| 24 de juliol de 1991 \| SCO Dijon (2016) \| \| \| Joeri Calleeuw \| 5 de agost de 1985 \| Verandas Willems (2016) \| \| \| Dylan Kowalski \| 26 de gener de 1994 \| VC Rouen 76 (2016) \| \| \| Jérémy Lecroq \| 7 de abril de 1995 \| CC Nogent-sur-Oise (2016) \| \| \| Jérémy Leveau \| 17 de abril de 1992 \| VC Rouen 76 (2014) \| \| \| Félix Pouilly \| 22 de setembre de 1994 \| CC Nogent-sur-Oise (2015) \| \| \| Lander Seynaeve \| 29 de maig de 1992 \| Wanty-Groupe Gobert (2016) \| \| \| Nicolas Vereecken \| 21 de febrer de 1990 \| An Post-ChainReaction (2016) \| \| \| Emiel Vermeulen \| 16 de febrer de 1993 \| Team 3M (2016) \| \| \| Thomas Joly (1 de ago–31 de des, aprenent) \| 22 de novembre de 1995 \| \| \| \| Louis Pijourlet (1 de ago–31 de des, aprenent) \| 17 de octubre de 1995 \| CR4C Roanne (2017) \| \| \| \| \| \| \| \| Fonts: ProCyclingStats Cycling Quotient \| \| \| \| |                        |                              |  |
| Llista de l'equip 2017 |                        |                              |  |
| Ciclista | Data de naixement      | Equip previ                  |  |
| Julien Antomarchi | 16 de maig de 1984     | La Pomme Marseille 13 (2014) |  |
| Jérémy Cabot | 24 de juliol de 1991   | SCO Dijon (2016)             |  |
| Joeri Calleeuw | 5 de agost de 1985     | Verandas Willems (2016)      |  |
| Dylan Kowalski | 26 de gener de 1994    | VC Rouen 76 (2016)           |  |
| Jérémy Lecroq | 7 de abril de 1995     | CC Nogent-sur-Oise (2016)    |  |
| Jérémy Leveau | 17 de abril de 1992    | VC Rouen 76 (2014)           |  |
| Félix Pouilly | 22 de setembre de 1994 | CC Nogent-sur-Oise (2015)    |  |
| Lander Seynaeve | 29 de maig de 1992     | Wanty-Groupe Gobert (2016)   |  |
| Nicolas Vereecken | 21 de febrer de 1990   | An Post-ChainReaction (2016) |  |
| Emiel Vermeulen | 16 de febrer de 1993   | Team 3M (2016)               |  |
| Thomas Joly (1 de ago–31 de des, aprenent) | 22 de novembre de 1995 |                              |  |
| Louis Pijourlet (1 de ago–31 de des, aprenent) | 17 de octubre de 1995  | CR4C Roanne (2017)           |  |
| |                        |                              |  |
| Fonts: ProCyclingStats Cycling Quotient |                        |                              |  |

## Classificacions UCI

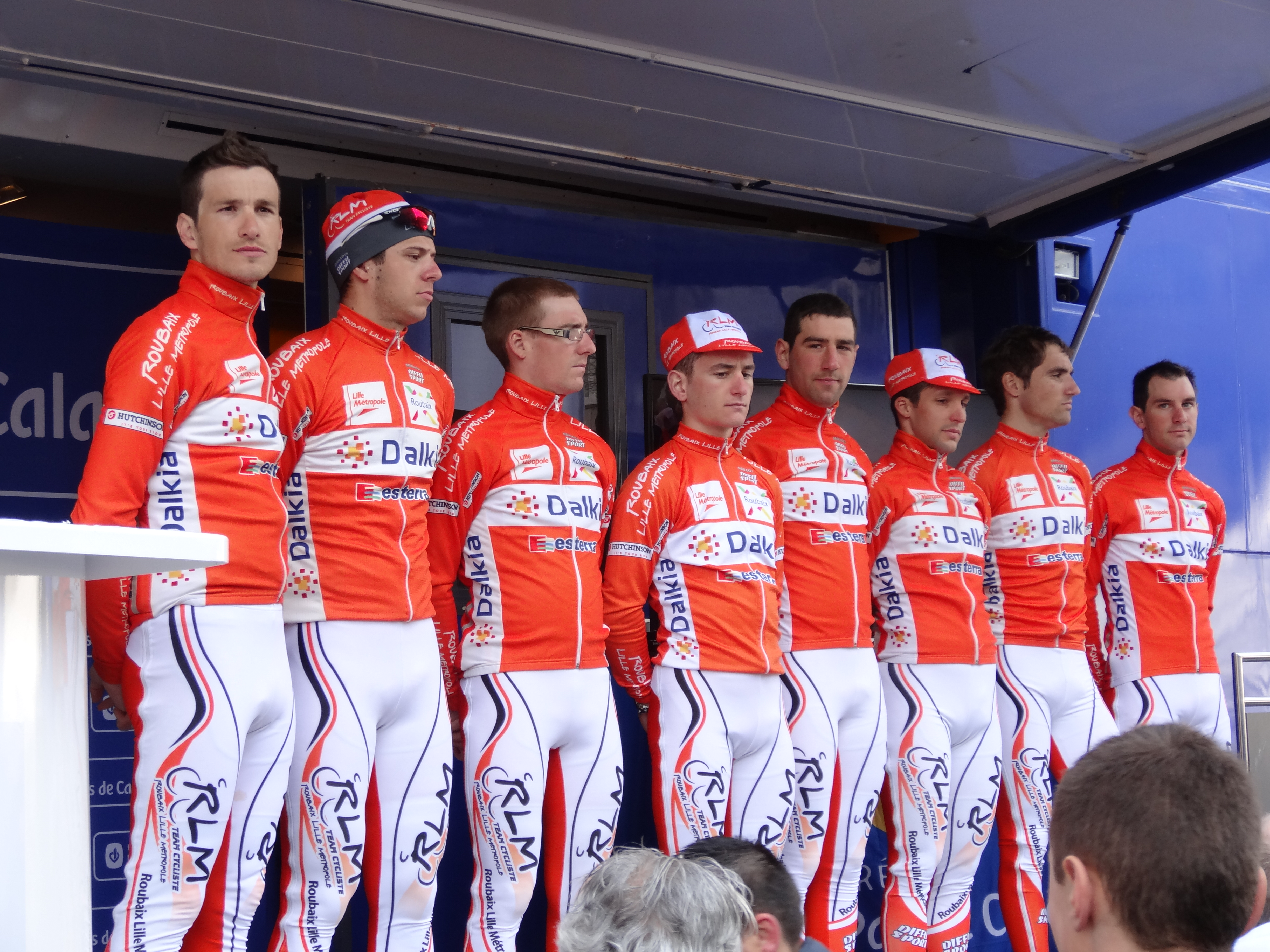
L'equip als Quatre dies de Dunkerque de 2013

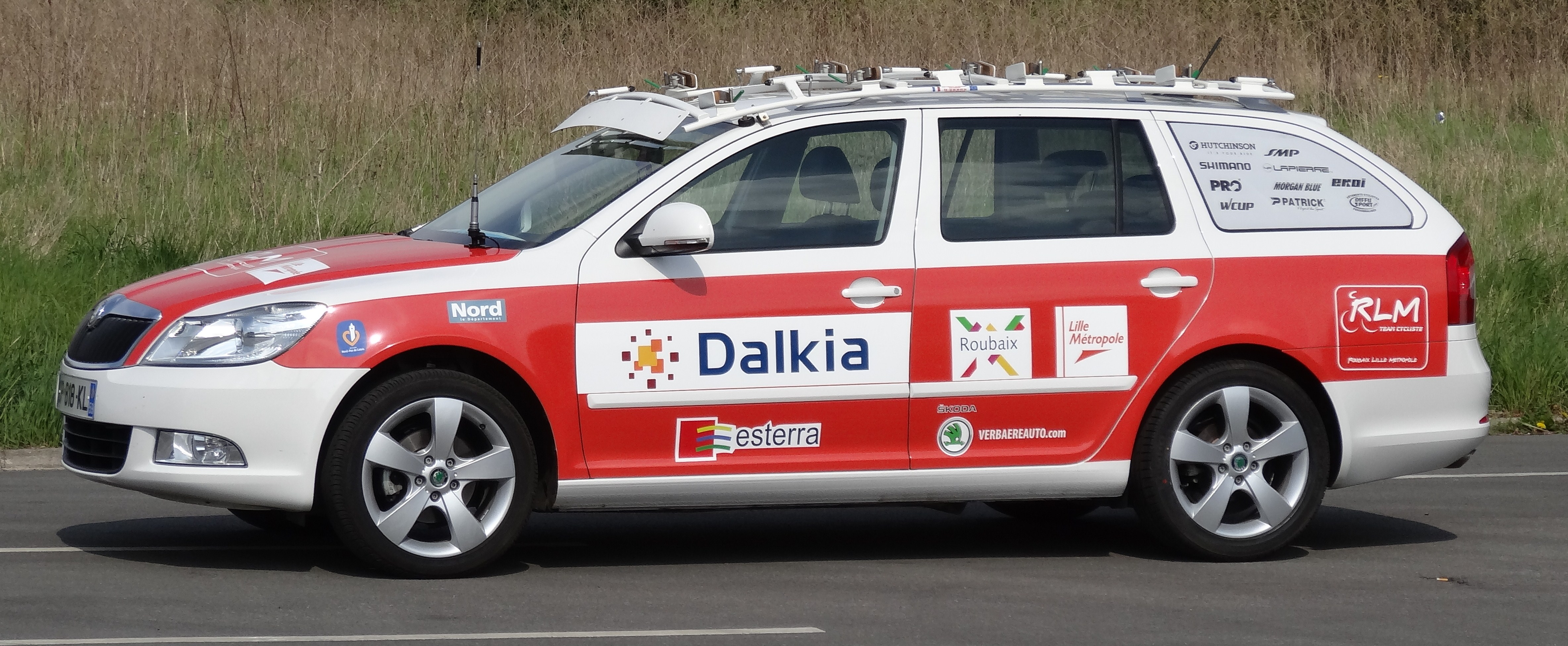
Cotxe s'assistència

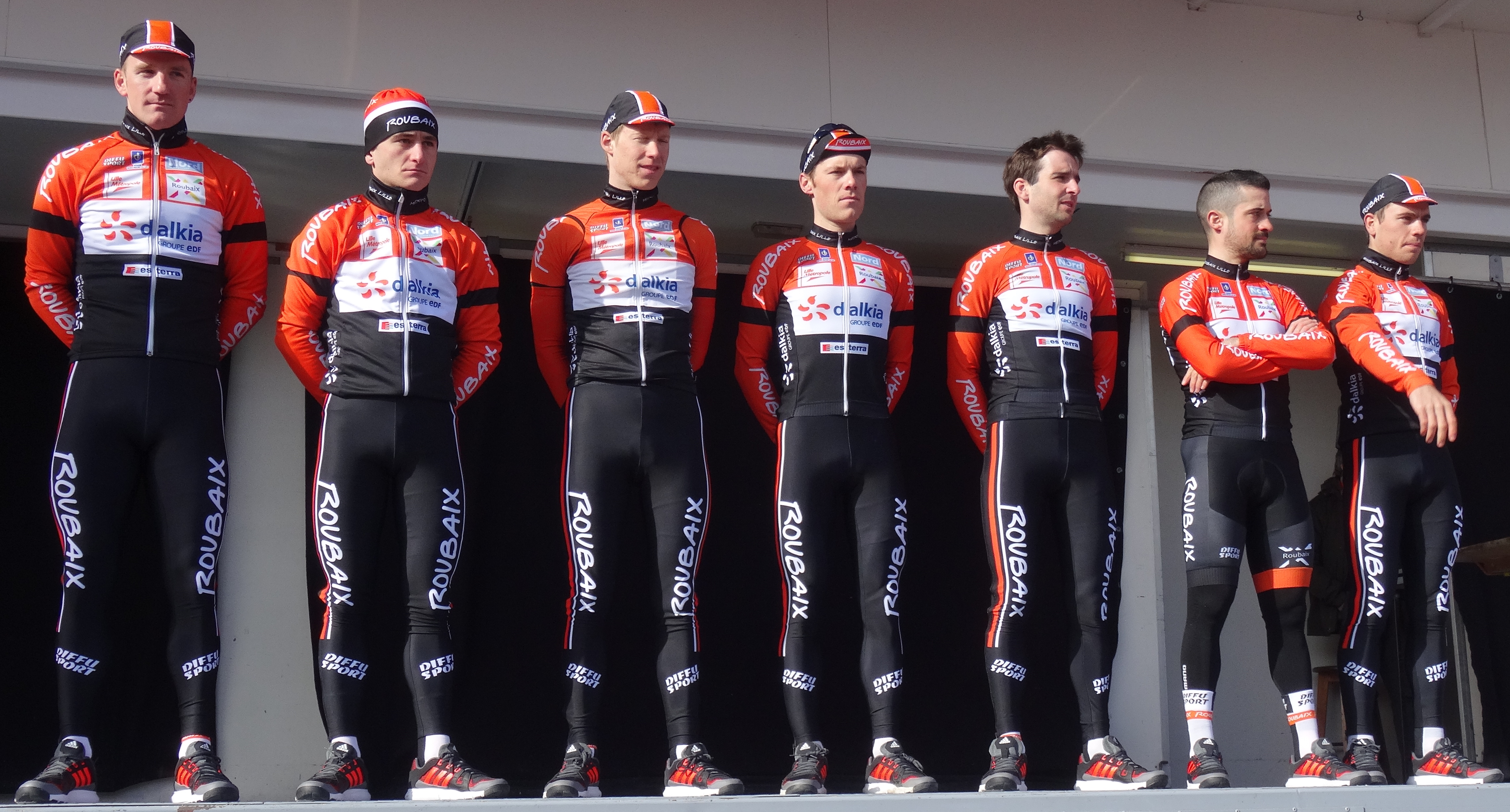
L'equip a Le Samyn de 2015

Des del 2007, l'equip participa en els Circuits continentals de ciclisme, principalment en proves de l'UCI Europa Tour.
UCI Àfrica Tour
| Temporada | Classificació per equips | Millor ciclista en la classificació individual |
| --------- | ------------------------ | ---------------------------------------------- |
| 2008      | 17è                      | Jean-Marie Bideau (137è)                       |

UCI Europa Tour
| Temporada | Classificació per equips | Millor ciclista en la classificació individual |
| --------- | ------------------------ | ---------------------------------------------- |
| 2007      | 55è                      | Iauhèn Hutaròvitx (115è)                       |
| 2008      | 59è                      | Paul Moucheraud (371è)                         |
| 2009      | 45è                      | Mickaël Larpe (164è)                           |
| 2010      | 15è                      | Cédric Pineau (11è)                            |
| 2011      | 39è                      | Steven Tronet (164è)                           |
| 2012      | 48è                      | Fabien Schmidt (197è)                          |
| 2013      | 63è                      | Julien Duval (199è)                            |
| 2014      | 16è                      | Baptiste Planckaert (38è)                      |
| 2015      | 18è                      | Baptiste Planckaert (12è)                      |
| 2016      | 23è                      | Rudy Barbier (28è)                             |
| 2017      | 23è                      | Jérémy Leveau (109è)                           |